# Heßbach (Boxberg)
Heßbach ist ein Wohnplatz auf der Gemarkung des Boxberger Stadtteils Bobstadt im Main-Tauber-Kreis im fränkisch geprägten Nordosten Baden-Württembergs.

## Geographie

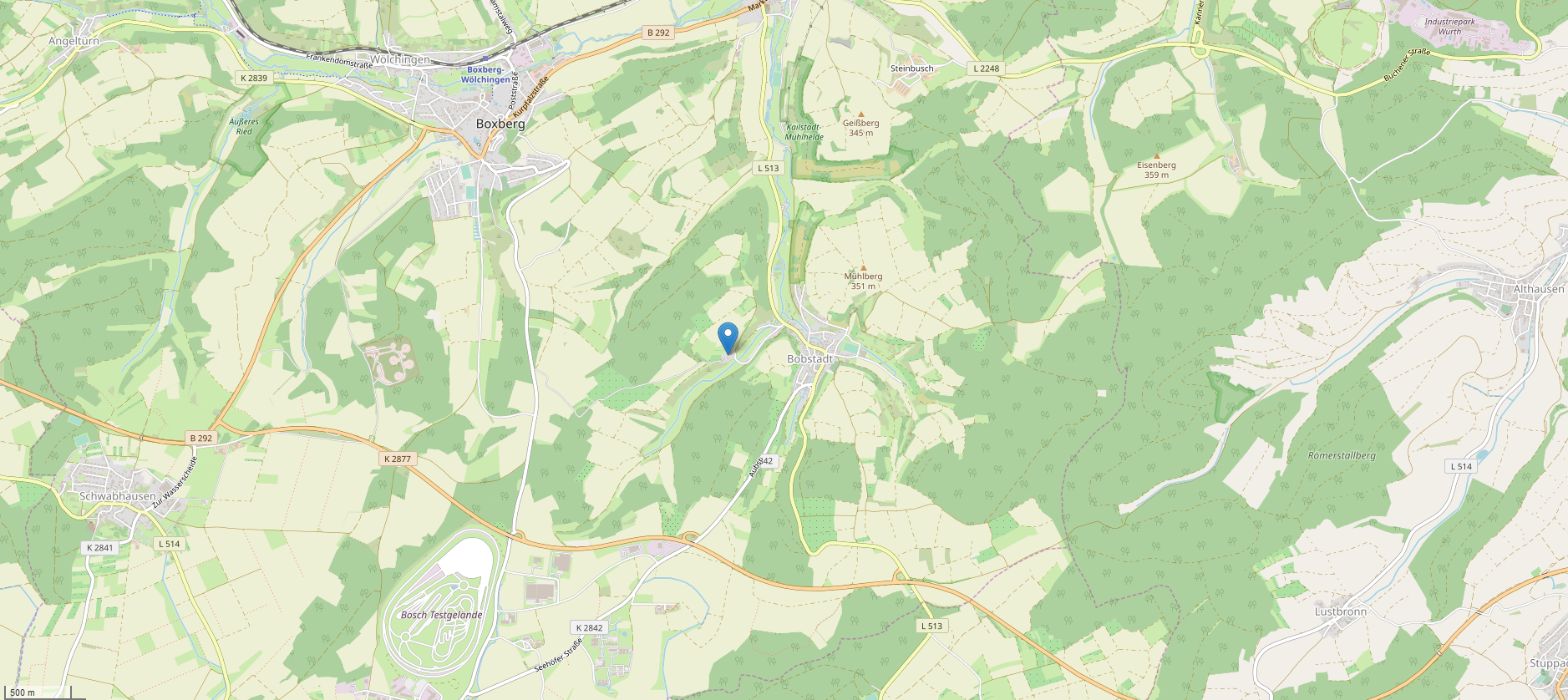
Lage des Wohnplatzes Heßbach

Heßbach liegt etwa 500 Meter westlich von Bobstadt im Hessbachtal. Der Hessbach führt am Wohnplatz vorbei und mündet bei am nordwestlichen Ortsrand von Bobstadt in den Ursbach.

## Geschichte
Der Ort kam als Teil der ehemals selbständigen Gemeinde Bobstadt am 1. Januar 1973 zur Stadt Boxberg.

## Verkehr
Der Wohnplatz Heßbach ist über die von der Bobstadter Straße (L 513) in Bobstadt abzweigende gleichnamige Straße Heßbach zu erreichen.